# National Labour
National Labour, voor Nationale Partij van de Arbeid, was de naam van de politieke partij, die in 1931 is opgericht als afsplitsing van de Labour Party.
Ramsay MacDonald heeft de partij in 1931 opgericht en was er daarna tot 1937 de leider van. Hij deed dat omdat hij een brede coalitie met de liberalen, met de Liberal Party en conservatieven, de Conservative Party wilde vormen. Dit stuitte binnen de Labour Party op weerstand en de MacDonald kon geen lid van de partij meer blijven. Hij richtte daarom National Labour op en werd hij premier van het Verenigd Koninkrijk. Dat was van een National Government, van een Nationale Regering, bestaande uit National Labour, de Conservative Party en de Liberal Party. MacDonald verloor bij de verkiezingen van 1935 zijn zetel in het parlement en zijn regering kwam als gevolg van de uitslag ten val. MacDonald leed toen al aan gezondheidsklachten en trad uit de politiek terug.
Malcolm MacDonald, de zoon van Ramsay MacDonald, volgde zijn vader in 1937 op als leider van de partij. De partij werd op 14 juni 1945 opgeheven.